# Gigablast
Gigablast war eine kleine und unabhängige Suchmaschinen-Engine aus New Mexico. Sie wurde 2000 von Matt Wells gegründet. Ihr Quelltext wurde 2013 unter der Apache-Lizenz veröffentlicht.
Die Suchergebnisse wurden von anderen Anbietern wie z. B. Ixquick verwendet.
2003 erwähnte Lee Dembart, Kolumnist der New York Times, dass Gigablast seine Anhänger habe, fügte aber hinzu, dass Google mehr Suchergebnisse anzeige.
Seit April 2023 ist die Suchmaschine im Internet nicht mehr erreichbar.

## Funktionen
Gigablast unterstützte verschiedene spezielle Recherchen und Boolesche Operatoren. Es wurden auch eine Verwandte-Konzepte-Funktion namens „Giga Bits“ und eine Blog-Suche-Funktion unterstützt.